# Бизнес етика
Бизнес етиката или още като корпоративна етика е форма на приложна етика или професионална етика, която изследва етическите принципи и моралните или етични проблеми, които възникват в бизнес средата. Тя се прилага към всички аспекти на бизнес поведението и е относима към поведението на индивидите и бизнес организациите като цяло.
Бизнес етиката може да бъде както нормативна, така и дескриптивна дисциплина.